# Moreruela de Tábara
Moreruela de Tábara es una localidad y municipio español de la provincia de Zamora y de la comunidad autónoma de Castilla y León.

## Datos básicos
El término municipal cuenta con una superficie de 68,15 km² y un censo de población constituido por 360 habitantes, lo que arroja una densidad de 5,28 hab/km². El municipio incluye la pedanía de Santa Eulalia de Tábara.

## Historia
La ocupación humana del territorio de Moreruela remite a El Castillón, yacimiento arqueológico situado en la pedanía de Santa Eulalia de Tábara, consistente en un castro romanizado con posible ocupación desde la Edad del Hierro o anterior, que se ubica en un cerro junto al río Esla. Las muestras de arte rupestre halladas en él son pinturas de arte esquemático que los ancestros dejaron sobre el cauce del Esla. Además, cabe señalar el yacimiento arqueológico del poblado de la Dehesa de Misleo —situado en Teso Redondo—, donde se han extraído durante años restos relevantes, entre ellos fíbulas del siglo I a. C., cuentas de collar, anillo, botones y fragmentos cerámicos de cronología romana, visigoda y altomedieval.
Por otro lado, existen investigaciones que sitúan en Moreruela de Tábara el segundo monasterio fundado en el siglo IX por San Froilán y San Atilano cerca del Esla, —después del de San Salvador de Tábara—, bajo el reinado de Alfonso III y en el contexto de reforzar el Scriptorium Tabarés como cuna de iluminación de Beatos Universales. Aunque la ubicación geográfica del Monasterio que habitaron 200 personas de ambos sexos (tanto religiosos como laicos) es desconocida, algunas piezas integradas en la actual iglesia parroquial pudieron pertenecer al cenobio, destruido por Almanzor, y parcialmente remodelado posteriormente, pero finalmente trasladado al otro lado del río Esla. A unos kilómetros atravesando el altivo Puente Quintos se encuentra el Monasterio de Granja de Moreruela, que debe su Moreruela al monasterio primitivo de Moreruela de Tábara.
En todo caso, desde el siglo X Moreruela quedó integrado en el Reino de León, cuyos monarcas habrían acometido la repoblación de la localidad dentro del proceso repoblador llevado a cabo en la zona,  quedando integrado desde 1371 en el señorío de Tábara, posterior Marquesado de Távara.
Dada su pertenencia al señorío tabarés, durante la Edad Moderna Moreruela de Tábara estuvo integrado asimismo en el partido de Tábara de la provincia de Zamora, tal y como reflejaba en 1773 Tomás López en Mapa de la Provincia de Zamora. Así, al reestructurarse las provincias y crearse las actuales en 1833, la localidad se mantuvo en la provincia zamorana, dentro de la Región Leonesa, integrándose en 1834 en el partido judicial de Alcañices, dependencia que se prolongó hasta 1983, cuando fue suprimido el mismo e integrado en el partido judicial de Zamora.
Por último, cabe señalar que en torno a 1850, el municipio de Moreruela de Tábara integró en su seno los de Pozuelo de Tábara y Santa Eulalia de Tábara, si bien Pozuelo se segregó del mismo en 1932 para constituir un municipio independiente.

## Geografía humana

### Demografía
Cuenta con una población de 288 habitantes (INE 2024).
| Gráfica de evolución demográfica de Moreruela de Tábara entre 1842 y 2021 |
| |
| Población de derecho según los censos de población del INE Población de hecho según los censos de población del INEEn estos censos se denominaba Moreruela: 1842 y 1857 Entre el censo de 1857 y el anterior, crece el término del municipio porque incorpora a 49164 (Pozuelo de Tábara) y 495134 (Santa Eulalia de Tábara). Entre el censo de 1940 y el anterior, disminuye el término del municipio porque independiza a 49164 (Pozuelo de Tábara) |

| 649                        | 572 | 531 | 473 | 401 | 342 | 323 |
| (Fuente: [cita requerida]) |     |     |     |     |     |     |

## Patrimonio

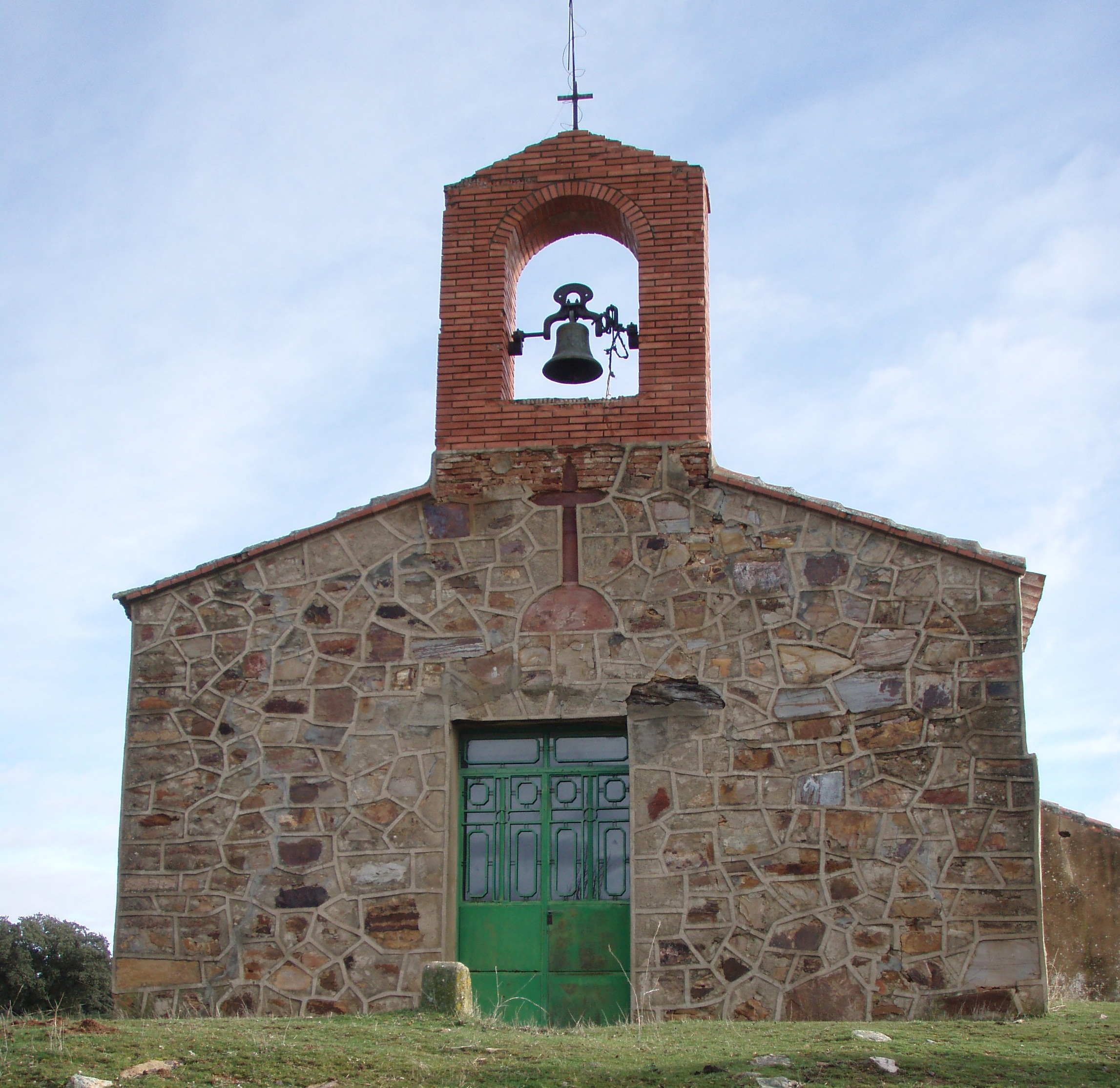
Ermita de La Pedrera (Dehesa de Quintos). Santa Eulalia de Tábara

Destaca la iglesia de San Miguel Arcángel, templo religioso de origen románico que conserva un magnífico rosetón de rueda, una portada de arcos, pilares rematados en capiteles tanto lisos como ornamentados con símbolos vegetales y personajes sin identificar, y una celosía del IX o X que algunos atribuyen al monasterio.
Asimismo, cabe señalar El Castillón, yacimiento arqueológico situado en Santa Eulalia de Tábara, pedanía de Moreruela de Tábara, consistente en un castro romanizado con posible ocupación desde la Edad del Hierro o anterior que se encuentra ubicado en un cerro que se eleva junto al río Esla, lo que confería al despoblado un alto valor estratégico por dominar tanto la ribera como las tierras cercanas.

## Fiestas
Moreruela de Tábara celebra sus fiestas patronales en honor a San Miguel en torno al 29 de septiembre, con un programa de varios días que combina actividades de cultura tradicional, lúdicas, religiosas y festivas. También en agosto hay actos de convivencia con emigrantes y la Asociación cultural La Amistad formada por mujeres de Moreruela, Santa Eulalia y Pozuelo organizan actividades diversas.